# Web Accessibility Initiative
 (mars 2015).
L'Initiative sur l'Accessibilité du web ou Web Accessibility Initiative (WAI) fut lancée en avril 1997 par le World Wide Web Consortium (W3C).
La principale mission de la WAI est de proposer des solutions techniques pour rendre le World Wide Web accessible aux personnes handicapées et d'une manière plus générale à toute personne sans nécessiter de prérequis particulier.
Les actions de la WAI se situent dans cinq domaines :
1. Les technologies du Web ;
2. Le développement de recommandations ;
3. Le développement d'outils ;
4. L'information et la formation ;
5. La recherche et le développement.

## Recommandations
La WAI a développé un certain nombre de recommandations pour rendre le Web plus accessible notamment auprès des personnes handicapées physiquement et des seniors.

### Web Content Accessibility Guidelines(WCAG)
Développées en 1999 (WCAG 1.0), en 2008 (WCAG 2.0), et en 2018 (WCAG 2.1), cet ensemble de recommandations permet de rendre le contenu du web plus accessible.

### Authoring Tool Accessibility Guidelines(ATAG)
Recommandation du W3C publiée le 3 février 2000. Cet ensemble de recommandations est à destination des éditeurs de logiciels auteurs pour la création de contenu web (comme les logiciels d'édition HTML). Ils incitent les outils de création à fournir directement du contenu accessible selon les WCAG.
En mars 2003, une version 2.0. vient remplacer la verion 1.0. de 2000.
En juillet 2015, le groupe de travail du W3C a diffusé des directives sur l'accessibilité des outils auteur et un document de travail sur la façon d'implémenter la recommandation ATAG.

### User Agent Accessibility Guidelines(UAAG)
Recommandation du W3C publiée le 17 décembre 2002. Cette fois-ci, les recommandations s'adressent aux développeurs de logiciels permettant la navigation et la consultation de contenu (comme les navigateurs web ou lecteurs multimédia).

### XML Accessibility Guidelines(XAG)
Les XAG expliquent comment améliorer l'accessibilité dans les applications XML.